# Луи, Серафина
Серафина Луи, Серафина из Санлиса (фр. Séraphine Louis,  Séraphine de Senlis; 3 сентября 1864, Арси, Уаза — 11 декабря 1942, Вилье-су-Эркери, Уаза) — французская художница, представительница наивного искусства.

## Биография
Дочь крестьянки и часовщика. В семилетнем возрасте осталась без родителей, её взяла к себе старшая сестра. Работала пастухом, служанкой в домах Санлиса. Начала рисовать по ночам при свече, вдохновляясь церковными витражами и религиозными лубочными картинками. Яркий, лучистый колорит её картин передает состояние экстатического восторга.
Художницу открыл Вильгельм Уде, в доме которого она некоторое время прислуживала, в 1928 году он организовал выставку её картин вместе с работами ещё нескольких наивных мастеров (К. Бомбуаз и др.). С 1932 года Серафина находилась в психиатрических клиниках, в одной из них умерла от голода и отсутствия ухода при вишистском режиме.

## Наследие и образ в искусстве
С 1945 произведения Серафины были показаны на многих коллективных и персональных экспозициях во Франции, Швейцарии, Германии, США. В 2008—2009 представительная выставка работ Серафины состоялась в музее Майоля — фонде Дины Верни. Появились две посвящённые ей монографии. В 2008 вышел на экраны фильм французского кинорежиссёра Мартена Прово «Серафина» (9 номинаций на премию Сезар, 7 призов в разных номинациях, см.: ), в заглавной роли снялась Иоланда Моро, в роли Вильгельма Уде — Ульрих Тукур.

## Работы

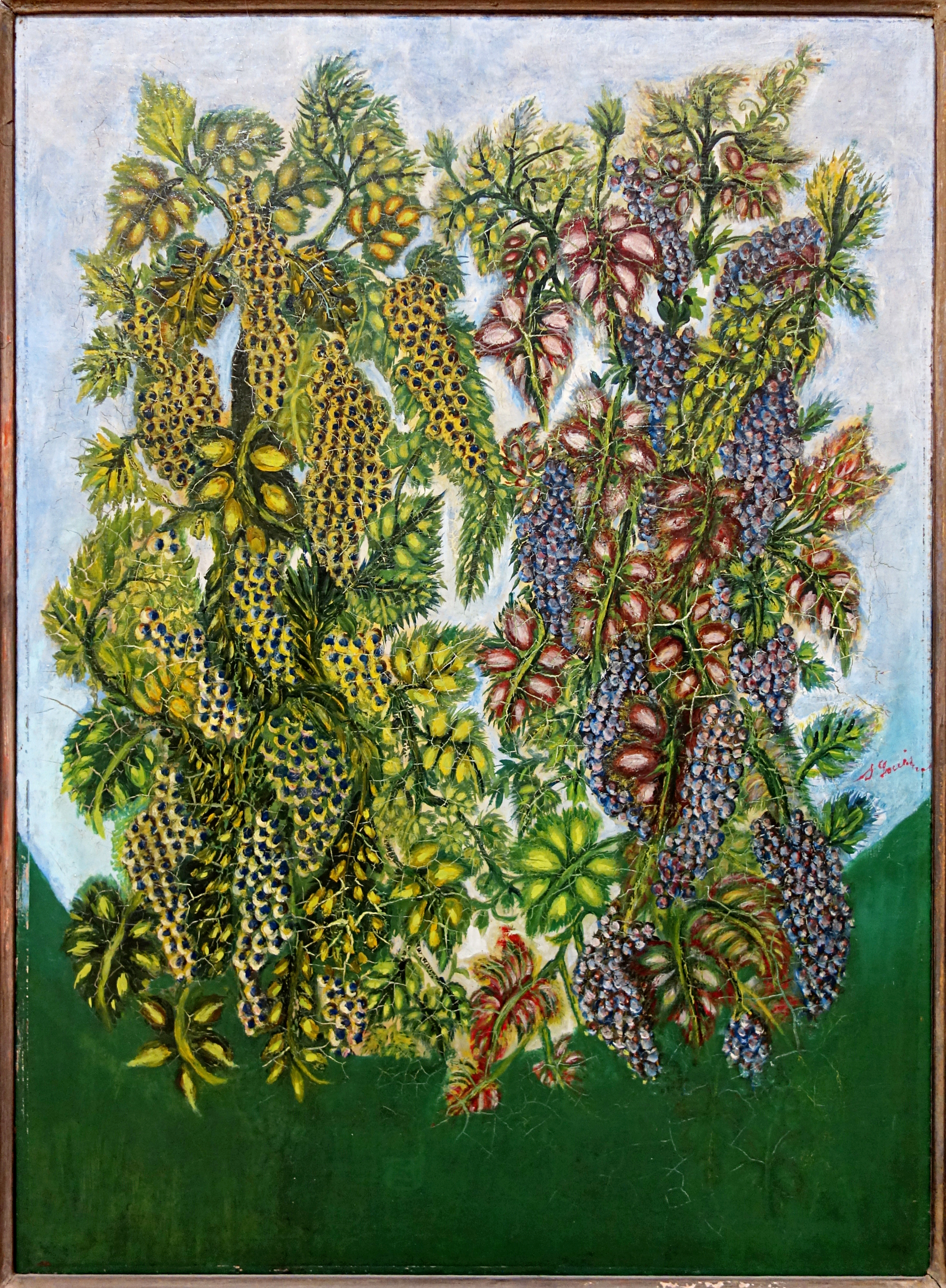
Виноград. 1927
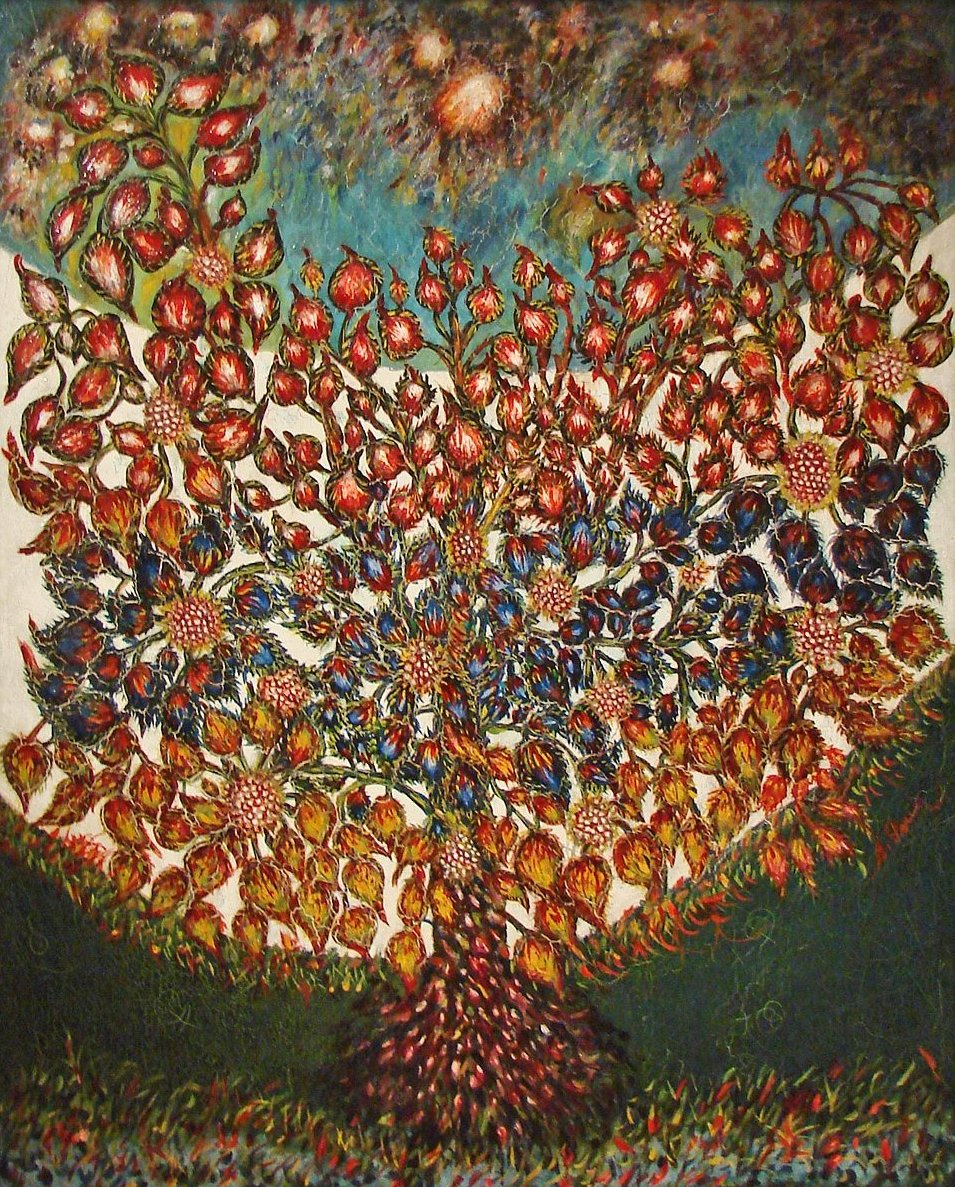
Древо жизни. 1928
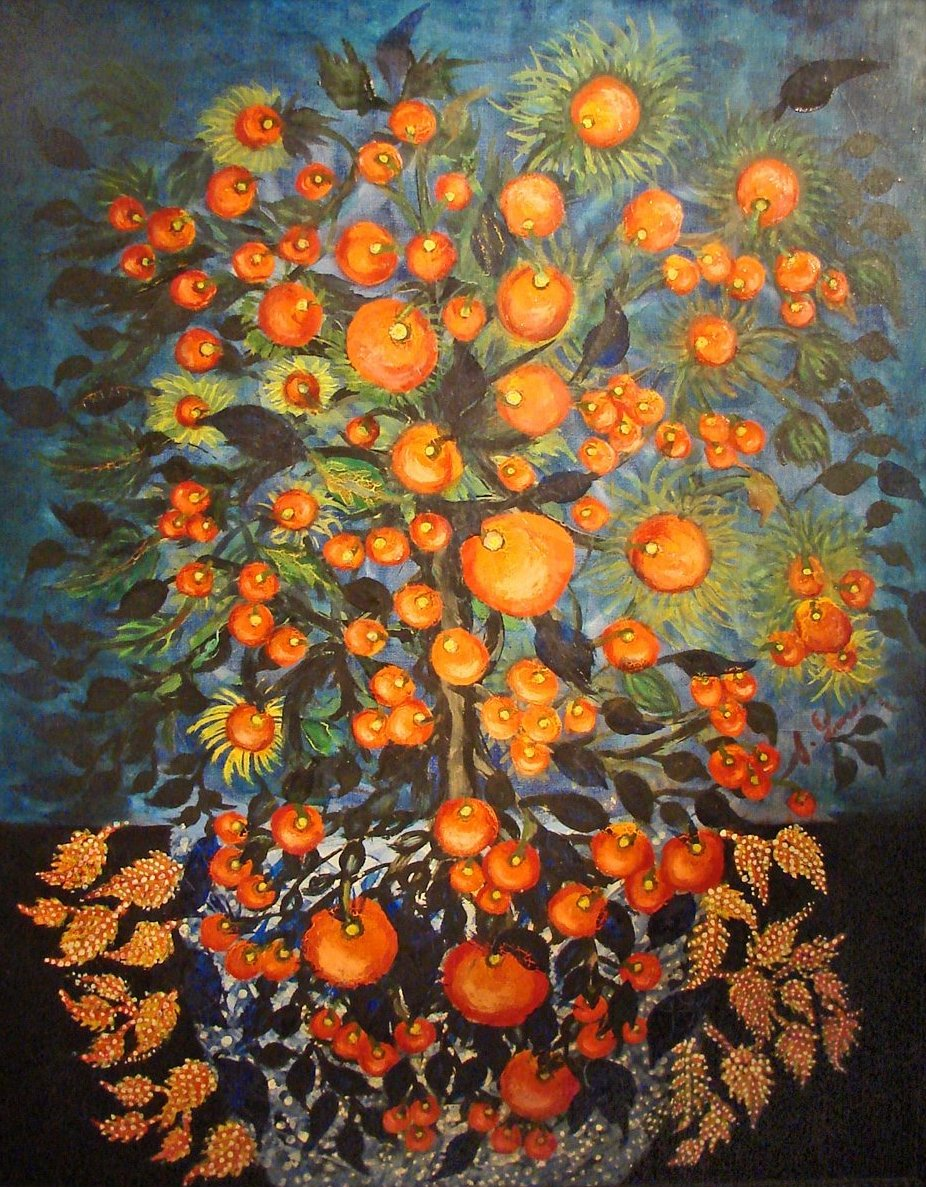
Яблоки и листья. Ок. 1928-1930
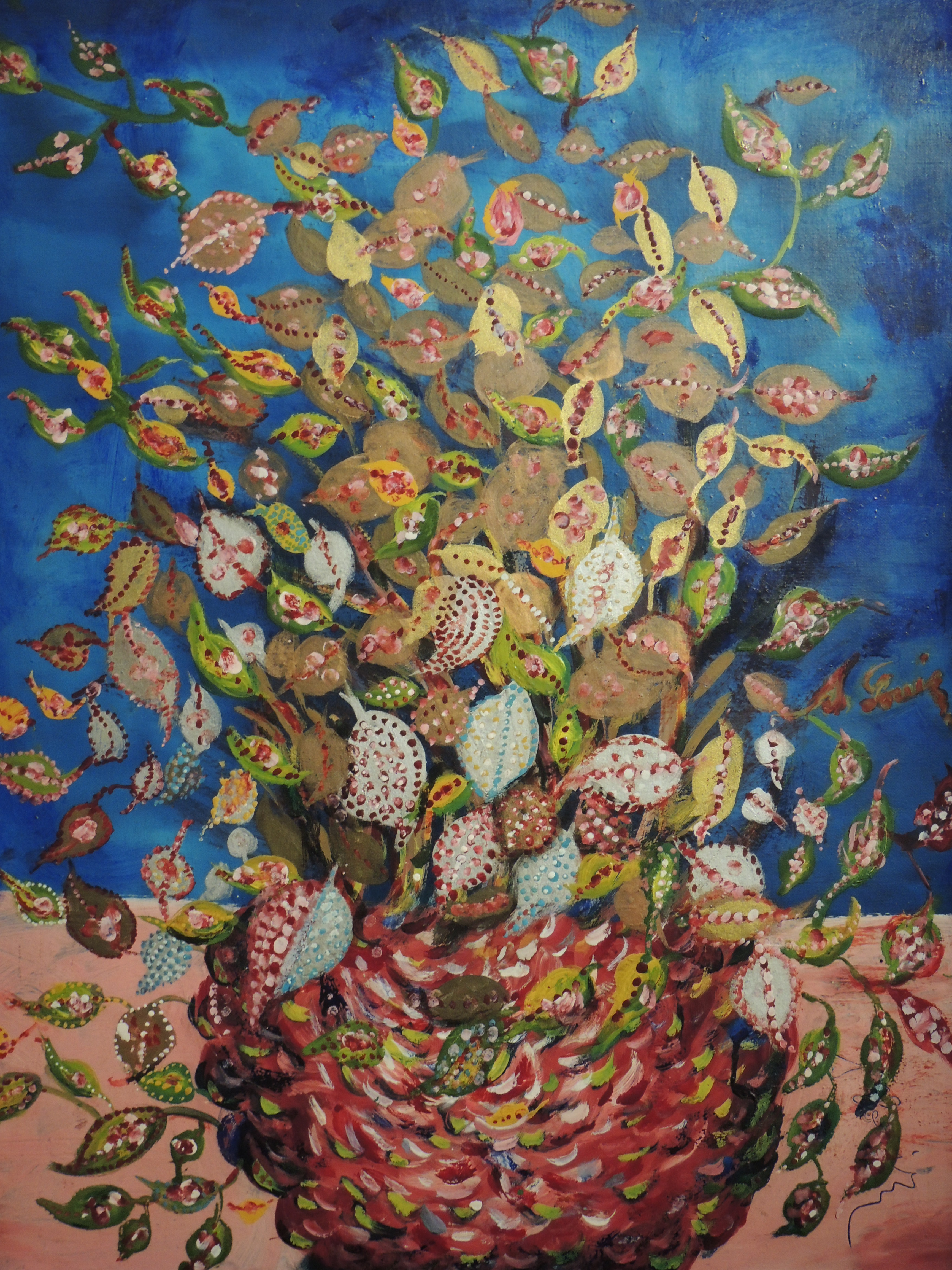
Букет из листьев